# Брилино (Вологодская область)
Брилино — деревня в Устюженском районе Вологодской области.
Входит в состав Устюженского сельского поселения, с точки зрения административно-территориального деления — в Устюженский сельсовет.
Расстояние по автодороге до районного центра Устюжны — 10 км. Ближайшие населённые пункты — Высотино, Новинки, Скоблево.
По переписи 2002 года население — 401 человек (181 мужчина, 220 женщин). Преобладающая национальность — русские (97 %).